# Woordsoort
Elk woord in een taal behoort tot een bepaalde woordsoort, woordklasse ofwel lexicale categorie. Een lexicale categorie wordt over het algemeen gedefinieerd op grond van syntactische en morfologische kenmerken.
Een lexicale categorie kan open of gesloten zijn. Daarnaast worden inhoudswoorden onderscheiden van functiewoorden.
In de computationele taalkunde worden de woorden van tekst met behulp van part-of-speech tagging automatisch tot een bepaalde woordsoort (‘part of speech’) gerekend.

## Alle talen
Het aantal lexicale categorieën, evenals de manier waarop ze precies worden ingedeeld, verschilt per taal en nog meer per taalfamilie. Zo wordt in veel niet-Indo-Europese talen geen onderscheid gemaakt tussen bijvoeglijke naamwoorden en bijwoorden, tussen bijwoorden en werkwoorden (zie statief werkwoord) of tussen bijvoeglijke naamwoorden en zelfstandige naamwoorden. Anderzijds kent het Japans drie verschillende categorieën bijvoeglijke naamwoorden, waar de meeste andere talen er maar één hebben. Ook worden in het Japans, Koreaans en de Chinese talen telwoorden als een aparte categorie beschouwd.
Veel van de hier genoemde begrippen blijken onbruikbaar bij het beschrijven van de syntactische structuur van veel niet-Indo-Europese talen.

## Nederlands
In de ontleding onderscheidt men in het Nederlands de volgende woordsoorten:
- het naamwoord
  - zelfstandig naamwoord (substantief)
    - Eigennaam
    - Soortnaam

  - bijvoeglijk naamwoord (adjectief)
- het bijwoord (adverbium)
- het lidwoord (artikel)
  - bepaald lidwoord
  - onbepaald lidwoord
- het telwoord (numerale)
  - hoofdtelwoord
    - bepaald hoofdtelwoord
    - onbepaald hoofdtelwoord

  - rangtelwoord
    - bepaald rangtelwoord
    - onbepaald rangtelwoord

  - telbijwoord
- het tussenwerpsel (interjectie)
- het voegwoord (conjunctie)
- het voornaamwoord (pronomen)
  - aanwijzend voornaamwoord
  - betrekkelijk voornaamwoord
  - bezittelijk voornaamwoord
  - onbepaald voornaamwoord
  - persoonlijk voornaamwoord
  - uitroepend voornaamwoord
  - vragend voornaamwoord
  - wederkerend voornaamwoord
  - wederkerig voornaamwoord
- het voorzetsel (prepositie)
- het werkwoord (verbum)
  - overgankelijk werkwoord (transitief)
  - onovergankelijk werkwoord (intransitief)

#### Voorbeeldzin
Het paard is overgevoelig geworden door het galopperen over harde straten.
- het: lidwoord (en wel de onzijdige vorm van het bepaald lidwoord)
- paard: zelfstandig naamwoord (in het enkelvoud)
- is: werkwoord (vervoegd in de 3e persoon enkelvoud)
- overgevoelig: bijvoeglijk naamwoord
- geworden: werkwoord (vervoegd tot voltooid deelwoord)
- door: voorzetsel
- het: lidwoord
- galopperen: zelfstandig naamwoord
- over: voorzetsel
- harde: bijvoeglijk naamwoord (in de verbogen vorm)
- straten: zelfstandig naamwoord (in meervoudsvorm)

## Andere talen
In andere talen kent men ook de woordsoorten:
- temporeel voornaamwoord
- achterzetsel
- ideofoon